# Coupe des nations du Pacifique 2024
 (juillet 2024).
Si vous disposez d'ouvrages ou d'articles de référence ou si vous connaissez des sites web de qualité traitant du thème abordé ici, merci de compléter l'article en donnant les références utiles à sa vérifiabilité et en les liant à la section « Notes et références ».
Navigation
Coupe 2022 Coupe 2025
La Coupe des nations du Pacifique 2024 (en anglais : Pacific Nations Cup 2024) est la seizième édition de la compétition.

## Format
Après une année d'interruption en 2023, pour cause de Coupe du monde, le format est modifié pour l'édition 2024 : le Canada et les États-Unis font leur retour dans la compétition. Les six équipes sont réparties en deux poules : une poule A avec Fidji, Samoa et Tonga, et une poule B rassemblant le Canada, les États-Unis, et le Japon. Chaque équipe joue un match à domicile et un match à l'extérieur. Les deux meilleures équipes de chaque poule participent aux demi-finales. Les derniers de poules s'affrontent dans un match de classement.
Le Japon et les États-Unis sont désignés pour organiser en alternance cette phase finale.

## Phase de poules

### Poule A
| Rang | Pays  | J | V | N | D | Bo | Bd | Pm | Pe | Diff | Pts |
| ---- | ----- | - | - | - | - | -- | -- | -- | -- | ---- | --- |
| 1    | Fidji | 2 | 2 | 0 | 0 | 2  | 0  | 92 | 35 | +57  | 10  |
| 2    | Samoa | 2 | 1 | 0 | 1 | 1  | 0  | 59 | 59 | 0    | 5   |
| 3    | Tonga | 2 | 0 | 0 | 2 | 0  | 0  | 36 | 93 | -57  | 0   |

|  | Qualifié en demi-finale |

#### Matchs
| 23 août 2024 8 h | (bo) Fidji | 42 - 16 (15 - 16) | Samoa | HFC Bank Stadium, Suva Arbitre : James Doleman (en) |
| 23 août 2024 8 h | Essai(s) : 6 Salawa (en) (5e, 55e, 79e), Masi (30e), Lomani (60e), Karawalevu (en) (74e) Transformation(s) : 3 Muntz (31e, 56e, 61e) Pénalité(s) : 2 Muntz (40e, 44e) Carton(s) jaune(s) : 1 Mayanavanua (35e) | Rapport           | Essai(s) : 1 Leilua (17e) Transformation(s) : 1 Leuila (18e) Pénalité(s) : 3 Leuila (13e, 27e, 36e) Carton(s) jaune(s) : 2 Leilua (54e), Tuitama (65e) | HFC Bank Stadium, Suva Arbitre : James Doleman (en) |
| 23 août 2024 8 h | | Rapport           | | HFC Bank Stadium, Suva Arbitre : James Doleman (en) |

| 30 août 2024 7 h | (bo) Samoa | 43 - 17 (17 - 0) | Tonga | Apia Park, Apia Arbitre : Takehito Namekawa (ja) |
| 30 août 2024 7 h | Essai(s) : 6 Ili (en) (18e, Tuitama (21e, 42e), Moore-Aiono (46e, 74e), Slade (77e) Transformation(s) : 5 Leuila (19e, 22e, 43e), Iona (75e, 78e) Pénalité(s) : 1 Leuila (29e) | Rapport          | Essai(s) : 2 Inisi (en) (57e, 64e) Transformation(s) : 2 Pellegrini (58e, 64e) Pénalité(s) : 1 Pellegrini (49e) | Apia Park, Apia Arbitre : Takehito Namekawa (ja) |
| 30 août 2024 7 h | | Rapport          | | Apia Park, Apia Arbitre : Takehito Namekawa (ja) |

| 6 septembre 2024 7 h | Tonga                                                                                                | 19 - 50 (19 - 26) | Fidji (bo) | Teufaiva Sport Stadium, Nukuʻalofa Arbitre : Angus Gardner |
| 6 septembre 2024 7 h | Essai(s) : 3 Paea (18e), F.Inisi (28e), Pellegrini (36e) Transformation(s) : 2 Pellegrini (18e, 29e) | Rapport           | Essai(s) : 7 Masi (2e, 77e), Ikanivere (5e), Canakaivata (en) (11e, 41e), Tabuavou (58e), Derenalagi (71e) Transformation(s) : 6 Muntz (6e, 12e, 42e, 59e, 71e, 78e) Pénalité(s) : 1 Muntz (57e) Carton(s) rouge(s) : 1 Cocagi (16e) | Teufaiva Sport Stadium, Nukuʻalofa Arbitre : Angus Gardner |
| 6 septembre 2024 7 h | | Rapport           | | Teufaiva Sport Stadium, Nukuʻalofa Arbitre : Angus Gardner |

### Poule B
| Rang | Pays       | J | V | N | D | Bo | Bd | Pm | Pe | Diff | Pts |
| ---- | ---------- | - | - | - | - | -- | -- | -- | -- | ---- | --- |
| 1    | Japon      | 2 | 2 | 0 | 0 | 2  | 0  | 96 | 52 | +44  | 10  |
| 2    | États-Unis | 2 | 1 | 0 | 1 | 1  | 0  | 52 | 56 | -4   | 5   |
| 3    | Canada     | 2 | 0 | 0 | 2 | 1  | 0  | 43 | 83 | -40  | 1   |

|  | Qualifié en demi-finale |

#### Matchs
| 25 août 2024 23 h | (bo) Canada | 28 - 55 (7 - 38) | Japon (bo) | BC Place, Vancouver Arbitre : Eoghan Cross (en) |
| 25 août 2024 23 h | Essai(s) : 4 Coe (en) (37e), Rumball (en) (45e), Tal.McMullin (50e), Tak.McMullin (79e) Transformation(s) : Nelson (en) (38e, 46e, 51e, 79e) | Rapport          | Essai(s) : 8 Tuitama (4e), Dearns (7e, 28e), Shimokawa (en) (22e), Riley (30e), Lee (43e), Naikabula (en) (68e), Osada (80e+1 Transformation(s) : 6 Lee (5e, 8e, 23e, 29e, 31e, 44e Pénalité(s) : 1 Lee (26e) | BC Place, Vancouver Arbitre : Eoghan Cross (en) |
| 25 août 2024 23 h | | Rapport          | | BC Place, Vancouver Arbitre : Eoghan Cross (en) |

| 1er septembre 2024 3 h | (bo) États-Unis | 28 - 15 (18 - 8) | Canada | Dignity Health Sports Park, Carson Arbitre : Gianluca Gnecchi (en) |
| 1er septembre 2024 3 h | Essai(s) : 4 Mooneyham (9e, 15e), Wilson (en) (38e), Pifeleti (55e) Transformation(s) : 1 Carty (en) (56e) Pénalité(s) : 2 Carty (7e, 48e) | Rapport          | Essai(s) : 2 Benn (26e), Coats (en) (60e) Transformation(s) : 1 Nelson (en) (61e) Pénalité(s) : 1 Nelson (4e) Carton(s) jaune(s) : 1 Martinez (47e) | Dignity Health Sports Park, Carson Arbitre : Gianluca Gnecchi (en) |
| 1er septembre 2024 3 h | | Rapport          | | Dignity Health Sports Park, Carson Arbitre : Gianluca Gnecchi (en) |

| 7 septembre 2024 13 h | (bo) Japon | 41 - 24 (24 - 10) | États-Unis | Kumagaya Rugby Stadium, Kumagaya Arbitre : Hollie Davidson |
| 7 septembre 2024 13 h | Essai(s) : 5 McCurran (14e), Waqa (22e), Harada (en) (39e), Riley (44e), Tuitama (66e) Transformation(s) : 5 Lee (15e, 23e, 40e, 45e, 67e) Pénalité(s) : 2 Lee (5e, 62e) | Rapport           | Essai(s) : 3 Fa'anana-Schultz (en) (30e), Augspurger (51e, 58e) Transformation(s) : 3 Carty (en) (31e, 52e, 59e) Pénalité(s) : 1 Carty (18e) | Kumagaya Rugby Stadium, Kumagaya Arbitre : Hollie Davidson |
| 7 septembre 2024 13 h | | Rapport           | | Kumagaya Rugby Stadium, Kumagaya Arbitre : Hollie Davidson |

## Phase finale

### Tableau
|  | Demi-finales               | Demi-finales        |                    |    | Finale                     | Finale                     |
|  | Demi-finales               | Demi-finales        |                    |    | Finale                     | Finale                     |
|  |                            |                     |                    |    |                            |                            |
|  | 14 septembre, Tokyo        | 14 septembre, Tokyo |                    |    | 21 septembre, Higashiosaka | 21 septembre, Higashiosaka |
|  | 14 septembre, Tokyo        | 14 septembre, Tokyo |                    |    | 21 septembre, Higashiosaka | 21 septembre, Higashiosaka |
|  | Fidji                      | 22                  |                    |    | 21 septembre, Higashiosaka | 21 septembre, Higashiosaka |
|  | Fidji                      | 22                  |                    |    | 21 septembre, Higashiosaka | 21 septembre, Higashiosaka |
|  | États-Unis                 | 3                   |                    |    | 21 septembre, Higashiosaka | 21 septembre, Higashiosaka |
|  | États-Unis                 | 3                   | Fidji              | 41 |                            |                            |
|  | 15 septembre, Tokyo        |                     | Fidji              | 41 |                            |                            |
|  |                            | Japon               | 17                 |    |                            |                            |
|  | Samoa                      | Japon               | 17                 | 27 |                            |                            |
|  | Samoa                      |                     |                    | 27 |                            |                            |
|  | Japon                      | 49                  |                    |    |                            |                            |
|  | Japon                      | 49                  | Médaille de bronze |    |                            |                            |
|  |                            |                     |                    |    |                            |                            |
|  | 20 septembre, Higashiosaka |                     |                    |    |                            |                            |
|  |                            |                     |                    |    |                            |                            |
|  | États-Unis                 | 13                  |                    |    |                            |                            |
|  | États-Unis                 | 13                  |                    |    |                            |                            |
|  | Samoa                      | 18                  |                    |    |                            |                            |
|  | Samoa                      | 18                  |                    |    |                            |                            |

|  | Match pour la 5e place |    |  |
|  |                        |    |  |
|  |                        |    |  |
|  | 13 septembre, Tokyo    |    |  |
|  |                        |    |  |
|  | Tonga                  | 30 |  |
|  | Tonga                  | 30 |  |
|  | Canada                 | 17 |  |

## Classement final
| Rang | Équipe     |
| ---- | ---------- |
| 1    | Fidji      |
| 2    | Japon      |
| 3    | Samoa      |
| 4    | États-Unis |
| 5    | Tonga      |
| 6    | Canada     |